# コービー・ホワイト
コービー・ホワイト（Coby White）ことアレック・ジャコビー・ホワイト（Alec Jacoby White, 2000年2月16日 - ）は、アメリカ合衆国・ノースカロライナ州ゴールズボロ出身のバスケットボール選手。NBAのシカゴ・ブルズに所属している。ポジションはコンボガード。

## 経歴

### 高校
ホワイトは6フィート5インチ（195cm）のコンボガードであり、ノースカロライナ州ウィルソンのグリーンフィールド高校でプレイしていた。
ホワイトは4年間の高校生活で総計3573点を記録しており、先輩となるジェイムソン・カリーが保持していた3307点を超えてチームの歴代1位に輝いている。
シニアシーズン（高校3年生）が終了した時に、ホワイトはノースカロライナ州のトップバスケットボール選手として州内で「Mr.バスケットボール」に選ばれた。
ホワイトは2018年のマクドナルド・オール・アメリカンに、後に大学でチームメイトとなるネイサー・リトルと共に参加した。
高校を卒業した2018年の夏、ホワイトはアメリカ合衆国男子バスケットボールチームのU-18代表選手として選出されており、カナダで開催されたU-18 FIBA アメリカ大陸選手権でプレイをした。この大会においてホワイトは金メダルの獲得へ向けてチームを牽引する活躍を見せ、オール・トーナメント・チームに選出される栄誉に輝いている。

### 大学
ホワイトは、2017年11月8日にノースカロライナ大学でプレイする事を決めた。
2018年11月6日、ウォフォード大学との試合で先発ポイントガードとしてデビューを飾り、8得点、3アシストを記録して試合に勝利した。
2019年2月26日、シラキュース大学との試合において、ホワイトはキャリアハイとなる34点を記録し、93-85で試合に勝利する原動力となった。
2019年3月5日のボストン大学との試合で勝利を収め、さらにホワイトはマイケル・ジョーダンが持っていた大学1年生時の得点記録を塗り替えた。
2019年4月3日、ホワイトは大学生活を打ち切り、2019年のNBAドラフトへアーリーエントリーする事を表明した。

### NBA

#### シカゴ・ブルズ
2019年6月20日に行われたNBAドラフトにおいて、彼は全体7位指名でシカゴ・ブルズに指名された。
2019年11月12日に行われたニューヨーク・ニックス戦において、第4クォーターだけでスリーポイントシュートを7本沈め、1クォーターで決めたスリーポイントシュート数のチーム記録を更新した。（試合は120-102で勝利）
1年目のシーズンは主にシックスマンとして65試合に出場した。

## 個人成績

### NBA

#### レギュラーシーズン
| シーズン | チーム | GP  | GS  | MPG  | FG%  | 3P%  | FT%  | RPG | APG | SPG | BPG | PPG  |
| -------- | ------ | --- | --- | ---- | ---- | ---- | ---- | --- | --- | --- | --- | ---- |
| 2019–20  | CHI    | 65  | 1   | 25.8 | .394 | .354 | .791 | 3.5 | 2.7 | .8  | .1  | 13.2 |
| 2020–21  | CHI    | 69  | 54  | 31.2 | .416 | .359 | .901 | 4.1 | 4.8 | .6  | .2  | 15.1 |
| 2021–22  | CHI    | 61  | 17  | 27.5 | .433 | .385 | .857 | 3.0 | 2.9 | .5  | .2  | 12.7 |
| 2022–23  | CHI    | 74  | 2   | 23.4 | .443 | .372 | .871 | 2.9 | 2.8 | .7  | .1  | 9.7  |
| 2023–24  | CHI    | 79  | 78  | 36.5 | .447 | .376 | .838 | 4.5 | 5.1 | .7  | .2  | 19.1 |
| 2024–25  | CHI    | 74  | 73  | 33.1 | .453 | .370 | .902 | 3.7 | 4.5 | .9  | .2  | 20.4 |
| 通算     | 通算   | 422 | 225 | 29.8 | .433 | .369 | .865 | 3.6 | 3.8 | .7  | .2  | 15.2 |

#### プレーオフ
| シーズン | チーム | GP | GS | MPG  | FG%  | 3P%  | FT%  | RPG | APG | SPG | BPG | PPG |
| -------- | ------ | -- | -- | ---- | ---- | ---- | ---- | --- | --- | --- | --- | --- |
| 2022     | CHI    | 5  | 0  | 19.6 | .333 | .276 | .800 | 3.4 | 1.8 | .2  | .0  | 8.4 |
| 通算     | 通算   | 5  | 0  | 19.6 | .333 | .276 | .800 | 3.4 | 1.8 | .2  | .0  | 8.4 |

### カレッジ
| シーズン | チーム | GP | GS | MPG  | FG%  | 3P%  | FT%  | RPG | APG | SPG | BPG | PPG  |
| -------- | ------ | -- | -- | ---- | ---- | ---- | ---- | --- | --- | --- | --- | ---- |
| 2018–19  | UNC    | 35 | 35 | 28.5 | .423 | .353 | .800 | 3.5 | 4.1 | 1.1 | .3  | 16.1 |

## 人物
ホワイトの父であるドナルド・ホワイトは、2017年8月5日に肝臓癌で亡くなっている。彼はノースカロライナ・セントラル大学の元選手であり、卒業後は工場に務めていた。
また姉と、マーズ・ヒル大学のアシスタントコーチをしている兄が兄弟にいる。